# Idioma walangama
Walangama es una lengua pama extinta de la península de Cabo York, Queensland. Puede haber sido una de las lenguas del sur de Paman, pero está mal atestiguado.